# Звіринецький провулок
Звіри́нецький прову́лок — провулок у Печерському районі міста Києва, місцевості Звіринець, Бусове поле. Пролягає від Звіринецької вулиці до кінця забудови.

## Історія
Провулок виник у першій половині XX століття під назвою провулок Новий № 1. Сучасна назва — з 1944 року, походить від назви місцевості, де пролягає провулок.